# Midden-Saksisch voetbalkampioenschap
Het Midden-Saksisch voetbalkampioenschap (Duits: Gauliga Mittelsachsen) was een van de regionale voetbalcompetities van de Midden-Duitse voetbalbond, die bestond van 1905 tot 1933. De kampioen plaatste zich telkens voor de Midden-Duitse eindronde en maakte zo ook kans op de nationale eindronde.
Tot 1919 heette de klasse Zuidwest-Saksisch kampioenschap (1. Klasse Südwestsachsen). Er was tot 1919 ook een Midden-Saksische competitie, waarin andere clubs speelden. In 1919 reorganiseerde de voetbalbond de competities. De competities van Midden-Saksen, Zuidwest-Saksen, het Ertsgebergte en het Opper-Ertsgebergte werden verenigd onder de nieuwe Kreisliga Mittelsachsen. In de praktijk betekende dit voornamelijk dat de clubs die voorheen in de Zuidwest-Saksische competitie speelden en als sterker beschouwd werden de competitie domineerden. De clubs uit de andere competities speelden in de tweede klasse. In 1923 werd deze hervorming ongedaan gemaakt en gingen de competities opnieuw zelfstandig verder. De competities van het Ertsgebergte en Opper-Ertsgebergte gingen opnieuw van start zoals voorheen. De andere twee werden hervorm. De clubs uit de regio Chemnitz gingen in de Gauliga Mittelsachsen spelen, en de clubs die voor 1919 in de Midden-Saksische competitie speelden gingen in de Gauliga Nordsachsen spelen. 
In 1933 kwam de Nationaalsocialistische Duitse Arbeiderspartij aan de macht en werden de overkoepelende voetbalbonden en hun talloze onderverdelingen opgeheven om plaats te maken voor de nieuwe Gauliga. Enkel de twee beste teams uit Midden-Saksen werden hiervoor geselecteerd. 

## Erelijst
- 1906 Chemnitzer BC
- 1907 Mittweidaer BC
- 1908 Chemnitzer BC
- 1909 Mittweidaer FC 1899
- 1910 Germania Mittweida
- 1911 Chemnitzer BC
- 1912 Chemnitzer BC
- 1913 Sturm Chemnitz
- 1914 Chemnitzer BC
- 1915 Mittweidaer FC 1899
- 1916 Mittweidaer FC 1899
- 1917 Chemnitzer BC
- 1918 Teutonia 01 Chemnitz
- 1919 VfB Chemnitz
- 1920 SC National Chemnitz
- 1921 Sturm Chemnitz
- 1922 Chemnitzer BC
- 1923 Chemnitzer BC
- 1924 Chemnitzer BC
- 1925 Chemnitzer BC
- 1926 Chemnitzer BC
- 1927 Chemnitzer BC
- 1928 Chemnitzer BC
- 1929 Chemnitzer BC
- 1930 Sturm Chemnitz
- 1931 Polizei SV Chemnitz
- 1932 Polizei SV Chemnitz
- 1933 Polizei SV Chemnitz

## Eeuwige ranglijst

### Kampioenen
| Club                      | Titels | Seizoenen |
| ------------------------- | ------ | --- |
| Chemnitzer BC             | 14     | 1905/06, 1907/08, 1910/11, 1911/12, 1913/14, 1916/17, 1921/22, 1922/23, 1923/24, 1924/25, 1925/26, 1926/27, 1927/28, 1928/29 |
| Mittweidaer FC 1899       | 3      | 1908/09, 1914/15, 1915/16 |
| Polizei SV Chemnitz       | 3      | 1930/31, 1931/32, 1932/33 |
| Sturm Chemnitz            | 3      | 1912/13, 1920/21, 1929/30 |
| Mittweidaer BC            | 1      | 1906/07 |
| Germania Mittweida        | 1      | 1909/10 |
| SV Teutonia 1901 Chemnitz | 1      | 1917/18 |
| VfB 01 Chemnitz           | 1      | 1918/19 |
| SC National 1900 Chemnitz | 1      | 1919/20 |

### Seizoenen eerste klasse
Seizoen 1914/15 werd niet voltooid, van seizoen 1918/19 is enkel kampioen VfB Chemnitz bekend. 
| Club                             | /26 | Periode (1905-1914, 1915-1918, 1919-1933)  |
| -------------------------------- | --- | ------------------------------------------ |
| Chemnitzer BC                    | 26  | 1905-1914, 1915-1918, 1919-1933            |
| SV Sturm 04 Chemnitz             | 24  | 1907-1914, 1915-1918, 1919-1933            |
| SC National 1900 Chemnitz        | 16  | 1911-1913, 1919-1933                       |
| SV Teutonia 1901 Chemnitz        | 16  | 1915-1918, 1920-1933                       |
| VfB 01 Chemnitz                  | 16  | 1909-1914, 1915-1918, 1920-1927, 1932-1933 |
| Mittweidaer FC 1899              | 14  | 1908-1914, 1915-1917, 1920-1925, 1927-1928 |
| FC Preußen Chemnitz              | 12  | 1921-1933                                  |
| Mittweidaer BC                   | 10  | 1905-1914, 1915-1916                       |
| FC Germania 1897 Mittweida       | 9   | 1905-1914                                  |
| Sportfreunde 1913 Harthau        | 9   | 1924-1933                                  |
| PSV 1921 Chemnitz                | 8   | 1925-1933                                  |
| Chemnitzer SC 1900               | 7   | 1907-1914                                  |
| SC 08 Hellas Chemnitz            | 7   | 1913-1914, 1915-1918, 1922-1925            |
| SC Hellas/Germania Mittweida     | 6   | 1925-1931                                  |
| Limbacher SC 1909                | 4   | 1929-1933                                  |
| SV Wacker Chemnitz               | 4   | 1926-1930                                  |
| FC Viktoria 1903 Einsiedel       | 3   | 1923-1926                                  |
| BC Hartha                        | 2   | 1931-1933                                  |
| SV Grüna 1912                    | 2   | 1930-1932                                  |
| 1. Vogtländischer FC 1903 Plauen | 2   | 1905-1907                                  |
| Zwickauer BC                     | 2   | 1906-1908                                  |
| Verein Chemnitzer Sportfreunde   | 2   | 1905-1907                                  |
| Riesaer SV 03                    | 1   | 1922-1923                                  |
| VfR 1908 Chemnitz                | 1   | 1915-1916                                  |
| Einsiedeler SC                   | 1   | 1915-1916                                  |
| VfL 05 Hohenstein-Ernstthal      | 1   | 1928-1929                                  |